# Виксит
Виксит (англ. Wicksite) — редкий минерал, двухводный фосфат сложного состава с формулой NaCa2(Fe,Mn)4MgFe(PO4)6*2H2O. Образует мелкие пластинчатые кристаллы. Обычно непрозрачен и имеет тёмно-зелёный до почти чёрного цвет. Виксит был открыт 1979 году и утверждён ММА в 1979 году. Находки минерала были сделаны в Канаде, Швеции и США.  
Назван в честь Frederick John Wicks